# 蘇厄德鎮區 (印地安納州科西阿斯科縣)
蘇厄德鎮區（英語：Seward Township）是位於美國印地安納州科西阿斯科縣的一個行政鎮區。

## 地方資料
根據2010年美國人口普查的數據，蘇厄德鎮區的面積為93.90平方千米，當中陸地面積為90.60平方千米，而水域面積為3.30平方千米。當地共有人口2567人，而人口密度為每平方千米27.34人。